# BET Awards 2017
A 17ª cerimônia do BET Awards foi realizada em 25 de junho de 2017, no Microsoft Theater, em Los Angeles, California, nos Estados Unidos. A cerimônia celebrou o melhor da música, esportes, televisão e filmes, lançados entre 1 de abril de 2016 e 31 de março de 2017. Os indicados foram anunciados em 15 de maio de 2017; Beyoncé recebeu o maior número de indicações, com 7, seguida por Bruno Mars, com 5. Beyoncé foi a artista que mais ganhou prêmios, com 5, incluindo Álbum do Ano e Vídeo do Ano.

## Performances
| Artista                                     | Canção |
| ------------------------------------------- | --- |
| Bruno Mars                                  | "Perm" |
| French Montana Swae Lee                     | "Unforgettable" |
| Post Malone Quavo                           | "Congratulations" |
| Migos                                       | "T-Shirt" "Bad and Boujee" |
| Jessie Reyez                                | "Figures" |
| Trey Songz                                  | "Nobody Else But You" "Animal" |
| Chris Brown Gucci Mane                      | "Privacy" "Party" |
| Mary J. Blige A$AP Rocky                    | "Set Me Free" "Love Yourself" |
| Big Sean                                    | "Sacrifices" "Moves" "Bounce Back"                                                                                                   |
| Khalid                                      | "Location" |
| Xscape                                      | "Understanding" "Just Kickin' It" "Who Can I Run To"                                                                                 |
| Future Kendrick Lamar                       | "Mask Off" (Remix) |
| Tamar Braxton                               | "My Man" |
| Maxwell                                     | "Gods" |
| Roman GianArthur                            | Tributo a Chuck Berry "Johnny B. Goode"                                                                                              |
| Kamasi Washington El Debarge                | Tributo a George Michael "Careless Whisper"                                                                                          |
| New Edition                                 | "Mr. Telephone Man" "If It Isn't Love" "Can You Stand the Rain"                                                                      |
| DJ Khaled Quavo Chance the Rapper Lil Wayne | "I'm the One" |
| Elenco da Minissérie The New Edition Story  | Tributo a New Edition "Candy Girl" "Sensitivity" (Ralph Tresvant) "My, My, My" (Johnny Gill) "My Prerogative" (Bobby Brown) "Poison" |

## Apresentadores
- Solange
- Yara Shahidi
- Cardi B
- Issa Rae
- Jamie Foxx
- La La Anthony
- O elenco do filme Girls Trip (Regina Hall, Tiffany Haddish, com Jada Pinkett Smith e Queen Latifah)
- Nomzamo Mbatha
- Eva Marcille
- Robin Thede
- Trevor Noah
- Demetrius Shipp Jr.
- Logan Browning
- Cari Champion
- Deon Cole
- Remy Ma
- Irv Gotti
- O elenco do filme Detroit (Algee Smith, Jason Mitchell, Laz Alonso e Jacob Latimore)
- DeRay Davis
- Karrueche Tran

## Vencedores e indicados
| Álbum do Ano - Lemonade – Beyoncé - 24K Magic – Bruno Mars - 4 Your Eyez Only – J. Cole - A Seat at the Table – Solange - Coloring Book – Chance the Rapper | Videoclipe do Ano - Beyoncé – "Sorry" (empate) - Bruno Mars – "24K Magic" (empate) - Big Sean - "Bounce Back" - Migos com part. de Lil Uzi Vert – "Bad and Boujee" - Solange – "Cranes in the Sky" |
| Coca-Cola Escolha da Audiência - Beyoncé – "Sorry" - Bruno Mars – "24K Magic" - Drake – "Fake Love" - Migos com part. de Lil Uzi Vert – "Bad and Boujee" - Rae Sremmurd com part. de Gucci Mane – "Black Beatles" - The Weeknd com part. de Daft Punk – "Starboy" | Escolha da Audiência Internacional - Ray Vanny (Tanzânia) - Jorja Smith (UK) - Dave (UK) - Changmo (Coréia do Sul) - Daniel Caesar (Canadá) - Amanda Black (África do Sul) - Remi (Austrália) - Skip Marley (Jamaica) |
| Melhor Artista Feminino de R&B/Pop - Beyoncé - Kehlani - Mary J. Blige - Rihanna - Solange | Melhor Artista Masculino de R&B/Pop - Bruno Mars - Chris Brown - The Weeknd - Trey Songz - Usher |
| Melhor Artista Feminino de Hip Hop - Remy Ma - Cardi B - Missy Elliott - Nicki Minaj - Young M.A | Melhor Artista Masculino de Hip Hop - Kendrick Lamar - Big Sean - Chance the Rapper - Drake - Future - J. Cole |
| Melhor Duo/Grupo - Migos - 2 Chainz & Lil Wayne - A Tribe Called Quest - Fat Joe & Remy Ma - Rae Sremmurd | Artista Revelação - Chance the Rapper - 21 Savage - Cardi B - Khalid - Young M.A. |
| Melhor Colaboração - Chance the Rapper com part. de 2 Chainz & Lil Wayne – "No Problem" (empate) - Migos com part. de Lil Uzi Vert - "Bad and Boujee" (empate) - Beyoncé com part. de Kendrick Lamar – "Freedom" - Chris Brown com part. de Gucci Mane & Usher – "Party" - DJ Khaled com part. de Beyoncé & Jay Z – "Shining" - Rae Sremmurd com part. de Gucci Mane - "Black Beatles" | Prêmio BET Centric - Solange – "Cranes in the Sky" - Fantasia – "Sleeping with the One I Love" - Kehlani – "Distraction" - Mary J. Blige – "Thick of It" - Syd – "All About Me" - Yuna com part. de Usher - "Crush" |
| Diretor de Videoclipe do Ano - Kahlil Joseph & Beyoncé Knowles-Carter (Beyoncé – "Sorry") - Benny Boom (Kehlani – "CRZY") - Bruno Mars & Jonathan Lia (Bruno Mars – "That's What I Like") - Director X (Zayn Malik – "Like I Would") - Hype Williams (Tyga com part. de Desiigner – "Gucci Snakes")                                                                                    | Prêmio Dr. Bobby Jones de Melhor Gospel/Inspiracional - Lecrae – "Can't Stop Me Now (Destination)" - CeCe Winans – "Never Have to Be Alone" - Fantasia com part. de Tye Tribbett – "I Made It" - Kirk Franklin com part. de Sarah Reeves, Tasha Cobbs & Tamela Mann – "My World Needs You" - Tamela Mann – "God Provides" |
| Melhor Atriz - Taraji P. Henson - Gabrielle Union - Issa Rae - Janelle Monáe - Viola Davis | Melhor Ator - Mahershala Ali - Bryshere Y. Gray - Denzel Washington - Donald Glover - Omari Hardwick |
| Artista Mirim - Yara Shahidi - Ace Hunter - Caleb Mclaughlin - Jaden Smith - Marsai Martin | Melhor Filme - Hidden Figures - Get Out - Moonlight - Fences - O Nascimento de uma Nação |
| Esportista Feminino do Ano - Serena Williams - Gabrielle Douglas - Simone Biles - Skylar Diggins - Venus Williams | Esportista Masculino do Ano - Stephen Curry - LeBron James - Cam Newton - Odell Beckham Jr. - Russell Westbrook |
| Melhor Artista Internacional: Europa - Stormzy (UK) - Skepta (UK) - Giggs (UK) - Craig David (UK) - Wiley (UK) - Emeli Sandé (Escócia) - MHD (França) - Booba (França) | Melhor Artista Internacional: África - Wizkid (Nigéria) - Tekno (Nigéria) - Mr Eazi (Nigéria) - Davido (Nigéria) - Stonebwoy (Gana) - AKA (África do Sul) - Nasty C (África do Sul) - Babes Wodumo (África do Sul) |

## Prêmios especiais
- Prêmio Conjunto da Obra: New Edition
- Prêmio Humanitário: Chance the Rapper
- Prêmio Poder do Bem Global: Yvonne Chaka Chaka